# Bernadette Lafont
Bernadette Lafont, född 28 oktober 1938 i Nîmes, Gard, död 25 juli 2013 i Nîmes, Gard, var en fransk skådespelare. Hon var ett känt namn inom den franska nya vågen och medverkade i över 120 filmer. Hon tilldelades 1985 en César för bästa biroll, för sin roll i Jag är ingen barnunge längre! (L'effrontée), och 2003 en heders-César. Hon var gift med skådespelaren och regissören Gérard Blain.

## Rollista i urval
- 1958 – Vännerna
- 1964 – La chasse à l'homme
- 1965 – Les bons vivants
- 1971 – Kärleken är dyster, kärleken är glad
- 1972 – Berusad av stålar
- 1978 – Violette - giftmörderskan
- 1985 – Jag är ingen barnunge längre!
- 1991 – Dingo
- 2011 – Jag minns en sommar